# 明石 (源氏物語)
| 源氏物語五十四帖 |        |    |        |
| 各帖のあらすじ   |        |    |        |
| 帖               | 名     | 帖 | 名     |
| 1                | 桐壺   | 28 | 野分   |
| 2                | 帚木   | 29 | 行幸   |
| 3                | 空蝉   | 30 | 藤袴   |
| 4                | 夕顔   | 31 | 真木柱 |
| 5                | 若紫   | 32 | 梅枝   |
| 6                | 末摘花 | 33 | 藤裏葉 |
| 7                | 紅葉賀 | 34 | 若菜   |
| 8                | 花宴   | 35 | 柏木   |
| 9                | 葵     | 36 | 横笛   |
| 10               | 賢木   | 37 | 鈴虫   |
| 11               | 花散里 | 38 | 夕霧   |
| 12               | 須磨   | 39 | 御法   |
| 13               | 明石   | 40 | 幻     |
| 14               | 澪標   | 41 | 雲隠   |
| 15               | 蓬生   | 42 | 匂宮   |
| 16               | 関屋   | 43 | 紅梅   |
| 17               | 絵合   | 44 | 竹河   |
| 18               | 松風   | 45 | 橋姫   |
| 19               | 薄雲   | 46 | 椎本   |
| 20               | 朝顔   | 47 | 総角   |
| 21               | 少女   | 48 | 早蕨   |
| 22               | 玉鬘   | 49 | 宿木   |
| 23               | 初音   | 50 | 東屋   |
| 24               | 胡蝶   | 51 | 浮舟   |
| 25               | 蛍     | 52 | 蜻蛉   |
| 26               | 常夏   | 53 | 手習   |
| 27               | 篝火   | 54 | 夢浮橋 |

「明石」（あかし）は、『源氏物語』五十四帖の巻名のひとつ。第13帖。

## あらすじ
連日のように続く、豪風雨。源氏一行は眠れぬ日々を過ごしていた。ある晩、二条院から紫の上の使いが訪れ、紫の上からの文を読んだ源氏は都でもこの豪風雨が発生している事を知る。この悪天候のため、厄除けの仁王会が開催されることになり、都での政事は中止されていることが使いの口から明らかにされた。源氏らは都に残してきた家族を案ずる。
嵐が鎮まるよう、源氏と供人らは住吉の神に祈ったが、ついには落雷で邸が火事に見舞われた。嵐が収まった明け方、源氏の夢に故桐壺帝が現れ、住吉の神の導きに従い須磨を離れるように告げる。その予言どおり、翌朝明石入道が迎えの舟に乗って現れ、源氏一行は明石へと移った。
入道は源氏を邸に迎えて手厚くもてなし、かねて都の貴人と娶わせようと考えていた一人娘（明石の御方）を、この機会に源氏に差し出そうとする。当の娘は身分違いすぎると気が進まなかったが、源氏は娘と文のやり取りを交わすうちにその教養の深さや人柄に惹かれ、ついに八月自ら娘のもとを訪れて契りを交わした。この事を源氏は都で留守を預かる紫の上に文で伝え、紫の上は源氏の浮気をなじる内容の文を送る。紫の上の怒りが堪えた源氏はその後、明石の御方への通いが間遠になり明石入道一家は、やきもきする。
一方、都では先年太政大臣（元右大臣）が亡くなり、弘徽殿大后も病に臥せっていた。自らも夢で桐壺帝に叱責され重い眼病を患い、東宮（冷泉帝）への譲位を考えた朱雀帝は、母后の反対を押し切り源氏の召還を決意した。晴れて許された源氏は都へ戻ることになったが、その頃既に明石の御方は源氏の子を身ごもっており、別れを嘆く明石の御方に源氏はいつか必ず都へ迎えることを約束するのだった。
帰京した源氏は権大納言に昇進。供人らも元の官位に復帰する。源氏は朱雀帝や藤壺の宮の元に参内し、親しく語り合うのであった。